# Gmina Główczyce
Die Gmina Główczyce ist eine Landgemeinde im Powiat Słupski der Woiwodschaft Pommern in Polen. Ihr Sitz ist das gleichnamige Dorf (deutsch Glowitz, kaschubisch Główczëce) mit etwa 1950 Einwohnern.

## Geographie
Główczyce liegt in Hinterpommern, auf einer Hochfläche südlich des Sees Łebsko (Leba-See) im Nordosten des Powiats Słupsk. Die Gemeindefläche umfasst 323,8 km².
Nachbargemeinden sind:
- Damnica (Hebrondamnitz)
- Nowa Wieś Lęborska (Neuendorf)
- Potęgowo (Pottangow)
- Redzikowo (Reitz)
- Smołdzino (Schmolsin)
- Wicko (Vietzig).

## Geschichte
Die Gmina gehörte 1975 bis 1998 zur Woiwodschaft Słupsk.

## Gliederung
Zur Landgemeinde (gmina wiesjka) Główczyce gehören 26 Orte mit einem Schulzenamt:
| - Będziechowo (Bandsechow) - Cecenowo (Zezenow) - Ciemino (Zemmin) - Choćmirówko (Neu Gutzmerow) - Dargoleza (Dargeröse) - Drzeżewo (Dresow) - Główczyce (Glowitz) - Gorzysław (Friedrichshof) - Górzyno (Gohren) - Izbica (Giesebitz) - Klęcino (Klenzin) - Pobłocie (Poblotz) - Podole Wielkie (Groß Podel) | - Rumsko (Rumbske) - Rzuszcze (Ruschütz) - Siodłonie (Zedlin) - Skórzyno (Schorin) - Stowięcino (Stojentin) - Szelewo (Schelow) - Szczypkowice (Zipkow) - Warblino (Warbelin) - Wolinia (Wollin) - Wykosowo (Vixow) - Wielka Wieś (Großendorf) - Żelkowo (Wendisch Silkow, 1938–45: Schwerinshöhe) - Żoruchowo (Sorchow) |

Weitere Ortschaften sind:
Ameryka (Amerika),
Borek Skórzyński (Boyrk),
Budki (Bottke),
Bukowski Młyn (Mühle),
Będzimierz,
Cecenówko (Neu Zezenow),
Choćmirowo (Alt Gutzmerow),
Czarny Młyn (Schwarzmühle),
Dochowo (Dochow),
Dochówko,
Gatka (Gadgen),
Gać (Speck),
Gostkowo (Emilienhof),
Karolin,
Karpno (Karpenhof),
Klęcinko (Neu Klenzin),
Kokoszki (Sandkaten),
Lipno (Liepen),
Lisia Góra (Fuchsberg),
Michałowo,
Mokre (Husarenberg),
Murowaniec (Krug),
Następowo (Wilhelmeshof),
Nowe Klęcinko,
Olszewko (Bauernhain),
Przebędowo Słupskie (Prebendow),
Pękalin (Friedrichswerder),
Rówienko (Rowener Vorwerk),
Równo (Rowen),
Rzuski Las (Sophiental),
Święcino (Schwetzen),
Zawada (Schlagbaum),
Zgierz (Neuhof),
Zgojewko (Neuheit Schojow),
Zgojewo (Schojow).

## Verkehr
Główczyce liegt an der Woiwodschaftsstraße DW 213, die von Słupsk (Stolp, 30 km) nach Celbowo (Celbau, 74 km) bei Puck führt und in Główczyce die Verbindungsstraße von Izbica (Giesebitz) über Stowięcino (Stojentin) bis nach Potęgowo (Pottangow) an der Landesstraße DK 6 (Europastraße 28, ehemals Reichsstraße 2) kreuzt.
Eine Bahnverbindung besteht nicht mehr.